# Розате
Розате (італ. Rosate) — муніципалітет в Італії, у регіоні Ломбардія,  метрополійне місто Мілан.
Розате розташоване на відстані близько 480 км на північний захід від Рима, 20 км на південний захід від Мілана.
Населення — 5590 осіб (2014).
Щорічний фестиваль відбувається 26 грудня. Покровитель — святий Степан.

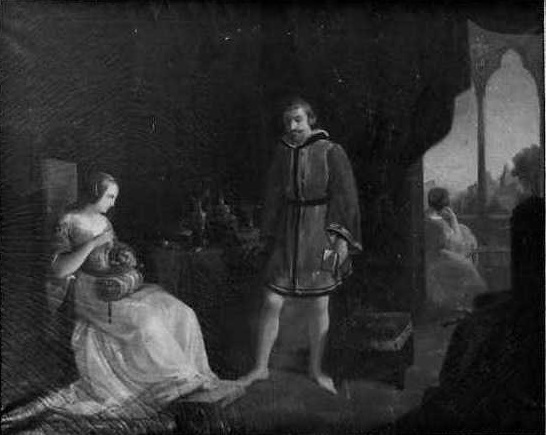
Біче дель Бальцо в Замку Росате, Вінченцо Петрочеллі, олія на полотні, 1840

## Демографія
Населення за роками:

Станом на 1 січня 2023 року в муніципалітеті офіційно проживали 432 іноземці з 35 країн, серед них 177 громадян країн Євросоюзу та 34 громадяни України.

## Сусідні муніципалітети
- Бубб'яно
- Кальвіньяско
- Гаджано
- Гудо-Вісконті
- Моримондо
- Новільйо
- Вернате